# Taum Sauk Mountain
Taum Sauk Mountain – góra w Stanach Zjednoczonych, w paśmie St. Francois, na wyżynie Ozark, najwyższy szczyt stanu Missouri (540 m n.p.m.).
Położona na terytorium hrabstwa Iron, znajduje się w obrębie parku stanowego Taum Sauk Mountain.